# Первое Мая (Пензенская область)
Пе́рвое Ма́я — посёлок в Башмаковском районе Пензенской области России. Входит в состав Знаменского сельсовета.

## География
Посёлок находится на расстоянии 8 км к северо-западу от рабочего посёлка Башмаково, административного центра района.

### Часовой пояс
Посёлок Первое Мая, как и вся Пензенская область, находится в часовой зоне МСК (московское время). Смещение применяемого времени относительно UTC составляет +3:00.

## История
Основан в конце 20-х годов XX века как совхоз «Первое Мая» Пензенского свиноводтреста.

## Население
| 2010 |
| ---- |
| 16   |